# Sigma-Aldrich
Pour les articles homonymes, voir Sigma (homonymie) et Aldrich.
Sigma-Aldrich est une société américaine basée à Saint-Louis dans le Missouri. Son secteur principal d'activité est la production et la commercialisation de produits et matériel pour la recherche scientifique biologique et chimique. Présente dans 35 pays, elle synthétise la plupart des produits chimiques qu'elle commercialise.
Cette entreprise était cotée au Nasdaq avec le code SIAL. Le titre a été retiré courant 2016 à la suite de la reprise par Merck.

## Histoire de la société
Les sociétés Sigma et Aldrich fusionnent en 1975 pour former Sigma-Aldrich.
En septembre 2014, Merck KGaA acquiert Sigma-Aldrich pour 17 milliards de dollars. Cette acquisition sera par la suite fusionnée au pôle Merck Millipore de Merck.

## Marques
Sigma-Aldrich fait affaire sous plusieurs marques de commerce, chacune étant utilisée pour un type bien défini de produits et services.
- Aldrich

Marque centrale de chimie de la compagnie, Aldrich offre des produits chimiques variés, tels que des composés chiraux, des fragrances, des composés inorganiques et organométalliques, des polymères, des produits rares et des isotopes stables, ainsi que de la verrerie de laboratoire.
- Fluka et Riedel-de-Haën

Les produits Fluka et Riedel-de-Haën sont des produits plus spécialisés en chimie générale, en chimie analytique et en sciences biologiques.
- ISOTEC

ISOTEC est le plus important producteur d'isotopes enrichis stables.
- SAFC

SAFC est divisée en quatre sous-divisions, SAFC Supply Solutions, SAFC Biosciences, SAFC Pharma et SAFC Hitech. 
- Sigma

Marque spécialisée en produits biochimiques.
- Sigma Life Science (Anciennement Sigma-Genosys)

Marque sous laquelle sont commercialisés les oligonucléotides.
- Sigma-RBI

Marque de produits spécialisés utilisés en neuroscience.
- Supelco

Supelco est un fournisseur de produits de haute pureté pour la chimie analytique et chromatographique. 

## Non-respect des règles européennes
Le 21 mai 2019, la fédération allemande pour l'environnement et la protection de la nature (Bund) révèle en utilisant les données fournies par l'agence fédérale de l'environnement allemande comme par l'Agence européenne des produits chimiques que 654 entreprises opérant en Europe ne respectent pas, entre 2014 et 2019, le protocole européen d'enregistrement, évaluation et autorisation des produits chimiques, censé protéger la santé et l'environnement des Européens. Ces entreprises, dont Sigma-Aldrich, emploient massivement des substances de synthèse interdites et potentiellement dangereuses,,. 